# Prakash Padukone
Prakash Padukone (10 de junio de 1955) es un deportista indio que compitió en bádminton, en la modalidad individual. Ganó una medalla de bronce en el Campeonato Mundial de Bádminton de 1983.

## Palmarés internacional
| Campeonato Mundial | Campeonato Mundial     | Campeonato Mundial | Campeonato Mundial |
| Año                | Lugar                  | Medalla            | Prueba             |
| ------------------ | ---------------------- | ------------------ | ------------------ |
| 1983               | Copenhague (Dinamarca) | Medalla de bronce  | Indvidual          |